# Умаханов, Мурад Мустафаевич
Умаха́нов Мура́д Мустафа́евич (род. 3 января 1977, Хасавюрт, Дагестанская АССР, РСФСР, СССР) — российский борец вольного стиля, олимпийский чемпион, заслуженный мастер спорта России (2000).

## Биография
Его старшие братья также были известными борцами вольного стиля:
- Багаутдин Умаханов — заслуженный мастер спорта России, неоднократный чемпион Европы;
- Шамиль Умаханов — заслуженный мастер спорта России, обладатель Кубка мира.

Дядя — Сайгидпаша Умаханов, заслуженный тренер России.
В 1994 году дебютировал на первенстве России.
На Летних Олимпийских играх 2000 года в Сиднее боролся в весовой категории до 63 килограммов.
В схватках:
- в первом круге со счётом 9-2 выиграл у Йо Ёнг Сона (Северная Корея);
- во втором круге за явным преимуществом со счётом 13-3 выиграл у Эльбруса Тедеева (Украина);
- в четвертьфинале не боролся;
- в полуфинале свёл схватку вничью (4-4) с Джанг Джа Сонгом (Южная Корея), победил по преимуществу;
- в финале со счётом 3-2 выиграл у Серафима Бырзакова (Болгария) и стал олимпийским чемпионом

На Летних Олимпийских играх 2004 года в Афинах боролся в весовой категории до 60 килограммов, выиграв одну и проиграв вторую схватку, выбыл из турнира, заняв в итоге 10 место.

## Основные соревнования и занятые места
| Год  | Турнир                              | Занятое место |
| ---- | ----------------------------------- | ------------- |
| 1992 | Чемпионат мира среди кадетов        | 3             |
| 1993 | Чемпионат мира среди кадетов        | 1             |
| 1994 | Чемпионат мира среди юниоров        | 3             |
| 1995 | Чемпионат Европы среди юниоров      | 1             |
| 1997 | Кубок мира                          | 2             |
| 1997 | Чемпионат Европы                    | 3             |
| 1997 | Чемпионат мира                      | 4             |
| 1998 | Чемпионат Европы                    | 2             |
| 1998 | Чемпионат мира                      | 5             |
| 1999 | Чемпионат Европы                    | 3             |
| 2000 | Олимпийский квалификационный турнир | 1             |
| 2000 | Чемпионат Европы                    | 1             |
| 2000 | Олимпийские игры                    | 1             |
| 2000 | Чемпионат России                    | 1             |
| 2004 | Олимпийские игры                    | 10            |
| 2004 | Чемпионат России                    | 1             |

Окончил Дагестанский государственный университет.
Живёт в Хасавюрте.